# Montbovon
Montbovon (en patois fribourgeois Monboyon  ) est une ancienne commune du canton de Fribourg. Intégré depuis 2002 à la commune de Haut-Intyamon ce petit village de la vallée de l'lntyamon est blotti au pied de la pyramide de Corjon. Localisée à l’extrême sud du canton de Fribourg, Montbovon est voisine avec le Pays-d'Enhaut.

## Origine du nom
Le nom Montbovon est issue d'une évolution remontant au milieu du XIIIe siècle. Nommé Montebovonis en 1255 (Bebenberg en allemand) le nom se modifie de nombreuses fois dont Montisbovonis, Monbovon, Mons Bovum, Mons Bovarium, Mont Bovon. Mais il semble bien que la véritable origine soit Mont de Bovon, c’est-à-dire la montagne d’un propriétaire dénommé Bovon (nom de famille connu dans la Gruyère au XIIe siècle).

## Histoire
Le territoire communal faisait partie du comté de Gruyère. En 1555. lors du partage du comté, la commune devint fribourgeoise et, en 1798, les bailliages étant abolis, elle intégra le district de Gruyère, devenu le district de la Gruyère en 1848,.
Le premier village s'implante sur la grande route reliant Bulle à Château-d'Oex, au point de départ du col de Jaman. Ses premières maisons était regroupés au-dessus des falaises de la Sarine, sur l'emplacement actuel de la scierie. À la suite d'une épidémie de peste, on brûla une partie des habitations pour éviter la propagation du terrible fléau. Le village fut reconstruit à l’endroit actuel.
Pendant plusieurs siècles, Montbovon a vu passer les caravanes de mulets et de chevaux qui transportaient les marchandises entre le Gessenay, le Pays-d'Enhaut et les rives du Léman, on empruntant l’ancien chemin Montbovon – Allières - Col de Jaman - Riviera.

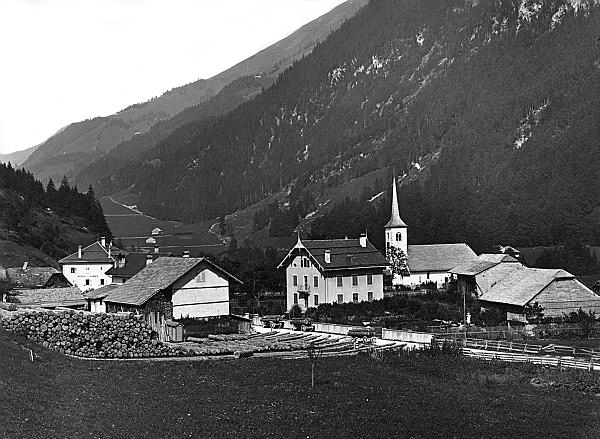
Montbovon en 1890

## Géographie et climat
Le territoire de l'ancienne commune de Montbovon a une superficie d'environ 200 km2 composé essentiellement de pâturages. Le terrain y est peu profond et rarement plat.
La Commune était composée, en plus du village, de plusieurs hameaux (Allières, Vers-les-Pichon, Vers-les-Jordan, Vers-les-Moret, Combaz d'Avau, Combaz d'Amont) nés d'une colonisation tardive.
Le climat de Montbovon est sain mais rude. Le faible ensoleillement en hiver (mois de 5h en décembre) dû à sa position au pied d'un massif montagneux situé au sud et le vent nommé "Ruhlyio" et provenant des gorges de La Tine entrainent des hivers rigoureux.
Possédant de nombreuses sources intarissables, la commune est traversées par plusieurs rivières dont la Sarine et l'Hongrin. Grâce au barrage de Lessoc sur la Sarine, Montbovon possède depuis 1976 un lac de 20ha aussi appelé lac de Lessoc.

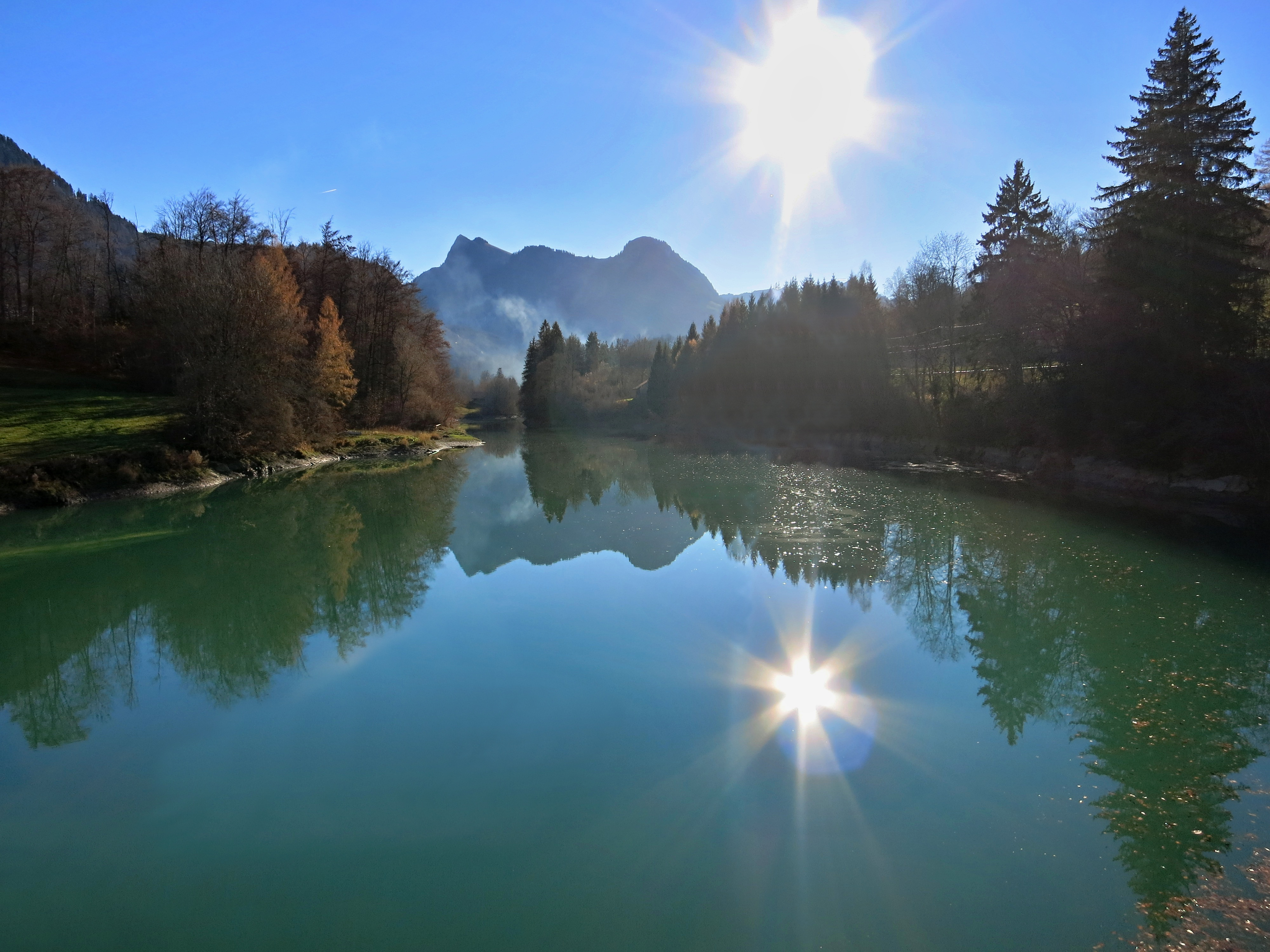
Lac de Montbovon

## Population
La Commune a atteint en 1900 un pic de population avec 611 habitants, puis s'est progressivement dépeuplée pour atteindre 250 montbovonnais en 2002 lors de la fusion avec les villages voisins.

## Économie
L'activité de la commune était essentiellement agricole jusqu'à la fin du XIXe siècle puis commence à s'industrialiser dans les domaines du bois et du tressage de la paille avant l'installation d'une usine électrique en 1896 permettant l'arrivée d'un usine de carbure, d'une tannerie et d'une fonderie. Avec l'ouverture  en 1903 de la ligne Châtel-Saint-Denis-Bulle-Montbovon par les chemins de fer électriques de la Gruyère et du chemin de fer Montreux Oberland bernois avec ses 4 gares sur le territoire de Montbovon, la commune gagne en attractivité et des commerces et services s'y implantent.
Depuis la fin de la seconde guerre mondiale l'activité a constamment diminué simultanément à la baisse de la population.
Aujourd'hui le village mise sur son attrait touristique grâce à ses connexions ferroviaires avec Montreux, Bulle et Châteaux-d'Oex, à ses paysages et à ses 200 km de chemins pédestres.

## Gare
La gare de Montbovon est fréquentée par le chemin de fer Montreux Oberland bernois reliant Montreux à Lenk im Simmental, et les transports publics fribourgeois avec la ligne Palézieux-Bulle-Montbovon.
La gare a été modernisée en 2019 pour répondre à l'augmentation de la fréquentation et aux nouvelles normes d'accessibilités.

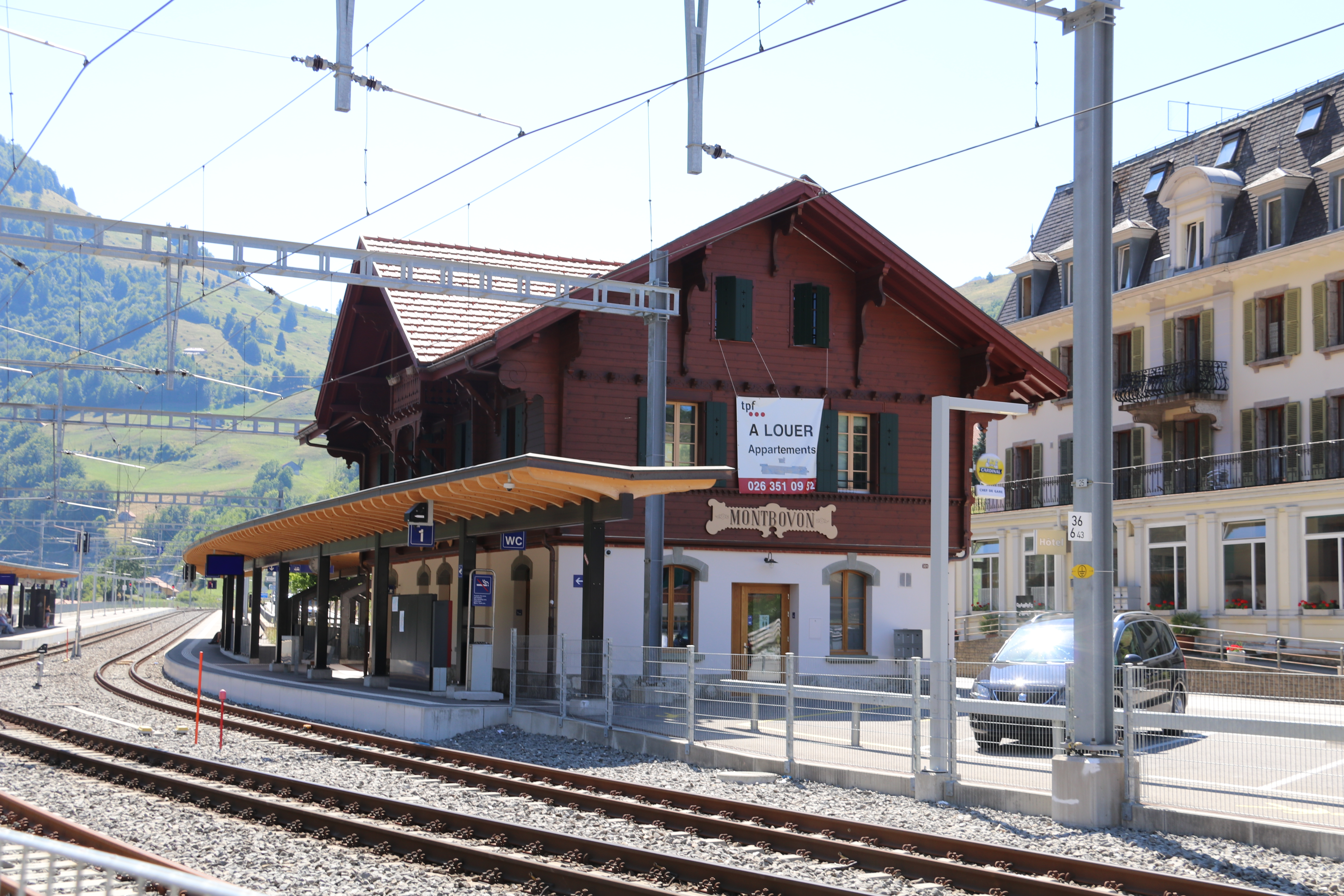
Gare modernisée de Montbovon

## Église
Les habitants de Montbovon furent rattachés à la paroisse de Bulle depuis le IXe siècle, puis à celle d'Albeuve après 1228 avant de s'en séparer en 1618.
Ils construisirent 2 églises et 3 chapelles en 5 siècles. En 1516, la première chapelle dédiée à Saint Grat, en 1621 la première église paroissiale, en 1721 la chapelle d'Allières dédiée à Sainte Marie-Madeleine, en 1897, l’église actuelle remplaçant l'édifice de 1621, enfin, en 1941, l’oratoire de la Gaulaz, petite chapelle dédiée à Notre Dame de la Paix.
En février 1990, la chapelle d’Allières fut emportée par un glissement de terrain (coulée de boue). On entreprit la reconstruction d’un nouvel édifice en 1995.

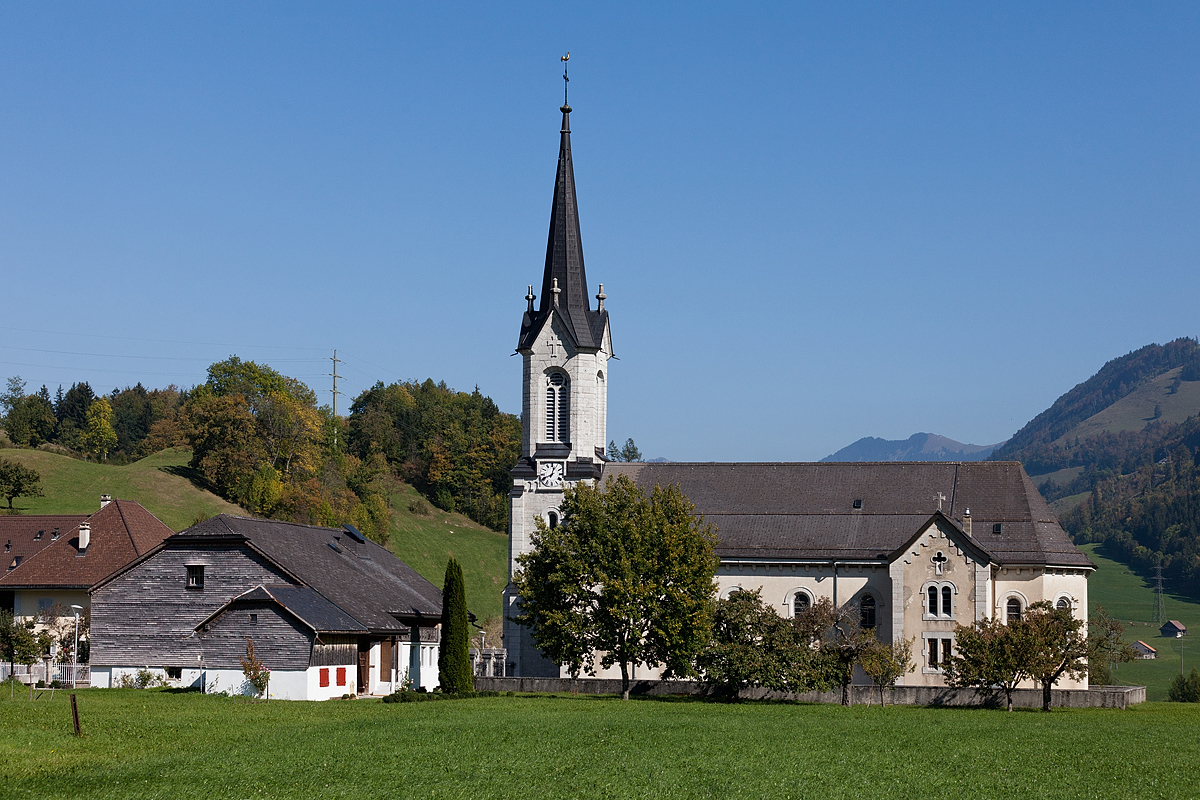
Eglise Saint Grat de Montbovon

## Ponts

Pont de pierre sur l'Hongrin

Le territoire de l'ancienne commune de Montbovon comporte huit ponts routiers et deux ponts ferroviaires parmi lesquels on retrouve quelques-uns des ponts historiques les plus intéressants du canton de Fribourg:
Un pont muletier de 1667 franchit la Sarine encaissée dans les gorges de Lessoc, qui de nos jours sont équipées de barrages. Ce pont couvert en chêne d'une portée de 14m est le mieux préservé du canton.
Trois ponts enjambent l’Hongrin près des Basses Ciernes, un pont ferroviaire moderne, un pont routier érigé en 1837 ainsi que le pittoresque «Pont du moulin». Légèrement incliné, ce pont à arche en pierre remonte au XVIe siècle et fait partie des plus anciens ouvrages du canton.
En aval de l’Hongrin, le pont en treillis d’acier de la MOB de 1902 et sur le chemin du col de Jaman le pont d'Allières (ou pont du Pontet) au plus ancien point de passage attesté du canton (1578).

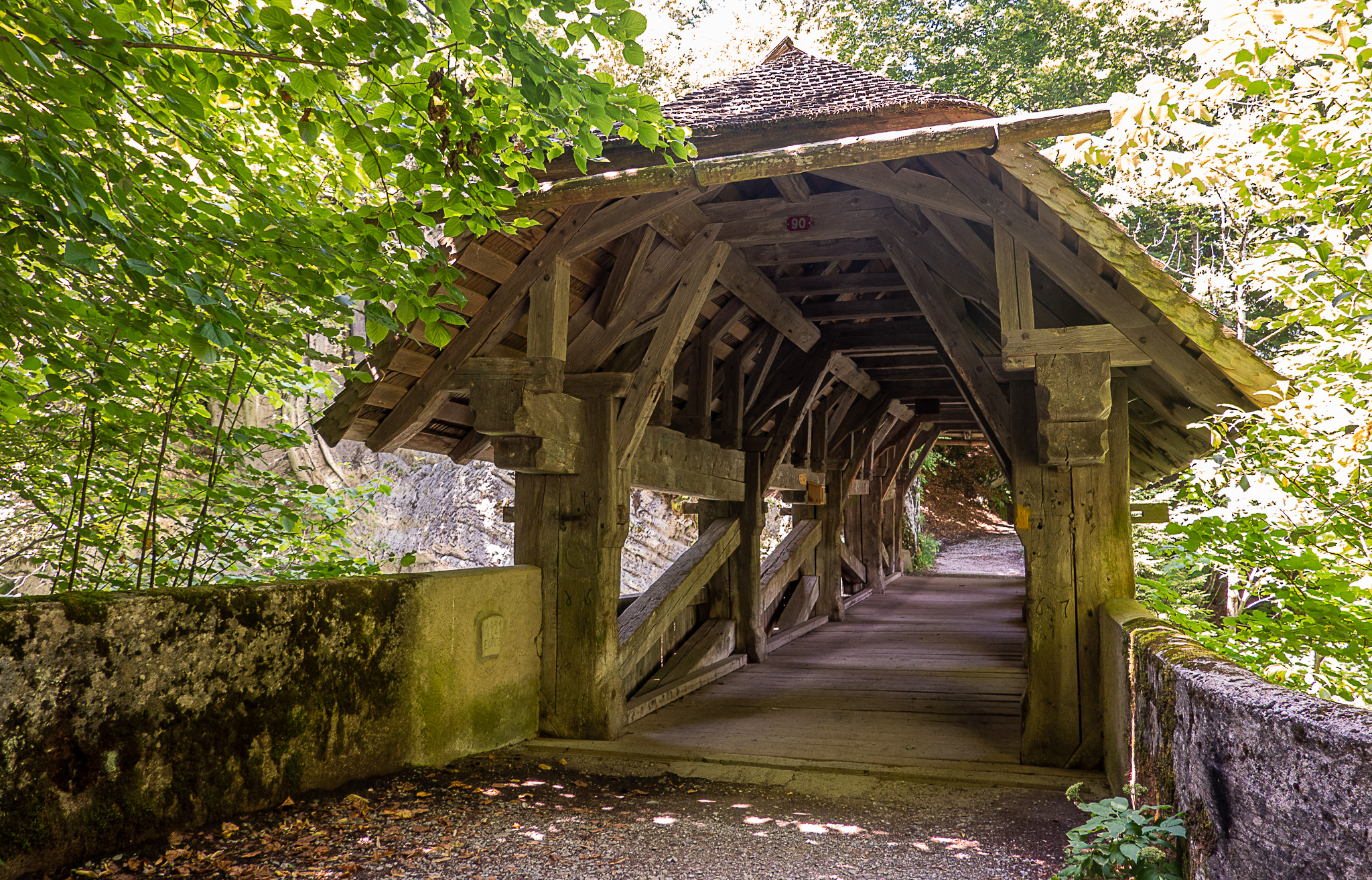
Pont de Lessoc